# 致和
致和（ちわ）は、中国・元の泰定帝イェスン・テムルの治世で用いられた元号。1328年旧2月 - 旧9月。
- 元年2月27日：改元。
- 元年7月10日：泰定帝が没す。後継をめぐり内乱が発生。
- 元年9月：皇太子アリギバが即位し、天順と改元。トク・テムルが即位し、天暦と改元。

## 西暦・干支との対照表
| 致和 | 元年   |
| 西暦 | 1328年 |
| 干支 | 戊辰   |

| 前の元号 泰定 | 中国の元号 元 | 次の元号 天順 天暦 |